# Song Hào
Song Hào (20 tháng 8 năm 1917 - 9 tháng 1 năm 2004) là một Thượng tướng Quân đội nhân dân Việt Nam. Ông từng giữ các chức vụ Chủ nhiệm Tổng cục Chính trị Quân đội nhân dân Việt Nam, Bộ trưởng Bộ Thương binh và Xã hội, Bí thư Trung ương Đảng Cộng sản Việt Nam, Trưởng ban Kiểm tra Trung ương, Chủ tịch lâm thời Hội Cựu chiến binh Việt Nam.

## Tiểu sử

### Thiếu thời
Ông tên thật là Nguyễn Văn Khương, sinh ngày 20 tháng 8 năm 1917 tại làng Trung Nghĩa, xã Hào Kiệt (nay là xã Liên Minh), huyện Vụ Bản, tỉnh Nam Định. Ông tham gia hoạt động cách mạng từ năm 1936 trong Phong trào Mặt trận bình dân. Năm 1937, ông phụ trách tổ chức Ái hữu thợ thêu, Thanh niên dân chủ (sau này là Mặt trận phản đế) tại quê hương.
Tháng 4 năm 1939, ông gia nhập Đảng Cộng sản Đông Dương và được cử làm Thư ký Ban Thường trực Liên đoàn Lao động Hà Nội và tham gia Ban Chấp hành Đảng bộ thành phố Hà Nội.
Đầu năm 1940, ông bị thực dân Pháp bắt giam và kết án 7 năm tù, lưu đày qua các nhà tù Nam Định, Hà Nội, Sơn La, Hòa Bình, Chợ Chu. Năm 1943, ông được chỉ định làm Bí thư chi bộ tại nhà tù Chợ Chu. Tháng 8 năm 1944, ông vượt ngục khỏi nhà tù Chợ Chu về vùng Tuyên Quang, Thái Nguyên hoạt động, được chỉ định làm Chính trị viên Đội tuyên truyền Cứu quốc quân hoạt động ở các tỉnh Hà Giang, Tuyên Quang và Thái Nguyên.
Tháng 12 năm 1944, ông được chỉ định làm Bí thư Khu căn cứ Nguyễn Huệ. Tháng 8 năm 1945, ông được cử làm đại biểu đi dự Đại hội quốc dân tại Tân Trào. Sau đó ông phụ trách Cứu quốc quân cướp chính quyền tại hai tỉnh Tuyên Quang và Hà Giang.

### Công tác chính trị trong quân đội
Sau Cách mạng tháng 8, ông là Xứ ủy viên Bắc Kỳ của Kỳ bộ Việt Minh, phụ trách liên tỉnh Hà Giang, Tuyên Quang và Thái Nguyên.
Tháng 12 năm 1947, ông là Chính ủy Liên khu 10, Khu ủy viên, Bí thư Quân khu ủy.
Đến năm 1950, ông là Chính ủy khu Tây Bắc, Bí thư Ban cán sự bộ đội tình nguyện vùng Thượng Lào.
Năm 1951, ông là Chính ủy Đại đoàn 308, Bí thư Đại đoàn ủy.
Tháng 5 năm 1955, ông được giao công công tác xây dựng quân đội chính quy và được cử làm Phó chủ nhiệm Tổng cục Chính trị, ủy viên Tổng Quân ủy.
Năm 1959, ông được phong quân hàm Trung tướng trong đợt phong hàm chính quy đầu tiên của Quân đội nhân dân Việt Nam (cùng được phong Trung tướng đợt này còn có các tướng Nguyễn Văn Vịnh, Hoàng Văn Thái, Trần Văn Trà).
Tại Đại hội đại biểu toàn quốc lần III (năm 1960), lần IV (năm 1976) và lần V (tháng 3-1982) của Đảng, ông được bầu làm ủy viên Ban chấp hành Trung ương Đảng.
Ông được cử giữ chức ủy viên Ủy ban Kiểm tra Trung ương Đảng, Trưởng ban kiểm tra Quân ủy trung ương (khóa III). Được Ban chấp hành Trung ương cử vào Ban Bí thư (khóa IV), phân công làm Chủ nhiệm Ủy ban Kiểm tra trung ương.
Tháng 3 năm 1961, ông được cử giữ chức Chủ nhiệm Tổng cục Chính trị (thay cho tướng Nguyễn Chí Thanh vào Nam), kiêm Thứ trưởng Bộ Quốc phòng, Phó bí thư Quân ủy trung ương.
Ông được thăng quân hàm Thượng tướng năm 1974 (vẫn cùng các tướng Hoàng Văn Thái, Trần Văn Trà).
Sau 1975, ông vẫn tiếp tục công tác trong quân đội cho đến tháng 4 năm 1982.
Khi chuyển sang công tác chính quyền, ông được phân công giữ chức Bộ trưởng Bộ Thương binh và Xã hội đến tháng 2 năm 1987.
Từ tháng 2 năm 1990 đến tháng 12 năm 1992, ông được chỉ định làm Chủ tịch lâm thời Hội Cựu chiến binh Việt Nam.
Ông đã được bầu làm đại biểu Quốc hội nước Cộng hòa Xã hội Chủ nghĩa Việt Nam khóa IV và khóa VI.
Ông qua đời lúc 1 giờ 22 ngày 9 tháng 1 năm 2004 tại Bệnh viện Trung ương Quân đội 108, Hà Nội, hưởng thọ 87 tuổi. Lễ tang của ông được Nhà nước tổ chức lễ tang với nghi thức lễ tang cấp Nhà nước, an táng tại Nghĩa trang Mai Dịch, Hà nội.

## Vị tướng "rau muống"
Khi còn sống, trong một lần trả lời phỏng vấn các cơ quan báo chí Trung ương và quân đội, nguyên Tổng Bí thư Lê Khả Phiêu đã nói về người anh, người đồng chí của mình-Thượng tướng Song Hào bằng những câu từ dung dị nhưng kết sức trân trọng.
Nguyên Tổng Bí thư Lê Khả Phiêu chia sẻ: "Anh Song Hào được Bác Hồ gọi là "Tướng rau muống", bởi anh là người có đủ các đức tính "cần kiệm, liên chính, chí công vô tư", quan tâm đồng chí, đồng đội, sống giản dị, khiêm nhường... Gắn bó với anh suốt cuộc đời cách mạng, tôi thấy, anh Song Hào là người cộng sản kiên trung, mẫu mực, người con ưu tú của quê hương Nam Định, suốt đời vì dân, vì nước.
Anh là người có uy tín và đóng góp to lớn đối với cách mạng Việt Nam trên nhiều lĩnh vực; nhà chỉ huy tài năng của quân đội nhân dân Việt Nam; người đóng góp xuất sắc vào xây dựng Đảng, công tác Đảng, công tác chính trị của lực lượng vũ trang nhân dân, quân đội nhân dân Việt Nam. Người xây dựng Tổng cục Chính trị thật xứng đáng, là cơ quan đảm nhiệm công tác Đảng, công tác chính trị của Quân đội nhân dân Việt Nam
(Trích báo Quân đội nhân dân điện tử 16/11/2021)